# Aeroportul Delta Dunării Tulcea
Aeroportul Delta Dunării Tulcea (IATA: TCE, ICAO: LRTC) (cunoscut și ca Aeroportul Cataloi) este situat în apropierea orașului Tulcea. Este al doilea aeroport (din două operaționale) ca importanță din Dobrogea după Aeroportul Internațional Mihail Kogălniceanu.

## Istoric
În 1946 s-a înființat primul teren de lucru dispus pe fostul amplasament al Lacului Zăgan în partea de est a Municipiului Tulcea.
Între 1946–1953 s-au executat lucrări de îndiguire, consolidare și drenaj a terenului de lucru și de construcție a clădirii aerogării și a celorlalte facilități aeroportuare.
1952 este anul în care se poate considera ca luând ființă Aeroportul Tulcea, acesta dispunând de facilitățile corespunzătoare pentru un aeroport:
- pista înierbată (1300 x 1300 m);
- clădire cuprinzând: aerogara, turn de dirijare și control, birouri;
- depozit de carburanți de aviație;
- stație de radio telegrafică cu care se făcea goniometrarea aeronavelor pentru aducerea la aterizare a aeronavelor;
- utilaje pentru întreținerea terenului de lucru;
- stație meteo;
- specialiști.

În 1952 TARS („Transporturile aeriene româno-sovietice”) încep sa opereze și pe Aeroportul Tulcea asigurând cursele regulate pe relațile Tulcea - București - Tulcea, Tulcea - Constanța - București - Tulcea, cu avionul LI-2, iar cursa Tulcea - Galați - Tulcea cu avionul AN-2. Aceste curse transportau pasageri și marfă (pește, icre, raci, materiale de pescărie, împletituri din papură și stuf, puiet viu de pește - R.P. Chineză).
Din datele statistice reies perioade în care de pe Aeroportul Tulcea operau până la 30 de aeronave pe zi. Se pot evidenția următoarele tipuri de aeronave: Fieseler Stork, Aero-45, PO-2, I.A.R.-813, I.A.R.-817, I.A.R.-818, M.R.-2, L.I.-2.
În 1973 ia ființă noul aeroport Tulcea.

## Caracteristici
Dispunere: 3 km sud față de localitatea Cataloi și la 17 km față de Municipiul Tulcea.
Pista betonată: 2060 x 45 m, cu acostamente de 7,5 m
Cale de rulaj: 120 x 24 m 
Platformă de îmbarcare/debarcare pasageri: 5 locuri de parcare ( 2 locuri B-737-800) .
Balizaj luminos Cat .II ICAO
Categoria 3 (salvare și lupta cu focul)
Facilități pentru pasageri: 
- aerogară cu capacitate de 75 de pasageri,
- salon de regrupare cu o capacitate de 40 de pasageri,
- salon oficial 5* cu o capacitate de 15 pasageri, bar aerogară, bar salon oficial.